# Opencor
Opencor fue una cadena española de tiendas de conveniencia perteneciente al grupo de empresas El Corte Inglés. Eran tiendas abiertas los 365 días del año durante 18 horas, pensadas para satisfacer las necesidades de cada día, la compra de última hora, o cualquier olvido.
Las tiendas Opencor presentaban secciones de productos de primera necesidad (alimentación, droguería, y similares) así como artículos de ocio (discos, películas, videojuegos, etc.), regalos y otros productos. Opencor se inauguró el 18 de mayo del año 2000 a través de su centro de Majadahonda en Madrid.
Desde 2011, la cadena Opencor empezó a ser reconvertida a Supercor Exprés debido a la falta de rentabilidad del modelo en cuanto a limitación de la variedad y alto precio de los productos. De esta forma, en 2014, El Corte Inglés terminó la conversión del modelo de negocio ofreciendo así mayor variedad de productos y más económicos como en cualquier supermercado de la competencia, ampliando el horario comercial pero sin extenderlo a la franja nocturna. De modo que pasó del modelo de negocio de tienda de conveniencia a supermercado.
Las tiendas Opencor que se encontraban en estaciones de servicio de Repsol, que se denominaban Repsol-Opencor desde 1998, pasaron a operar bajo la marca Supercor Stop & Go. Son gestionadas por la sociedad Gespevesa, cuyo accionariado se reparte a partes iguales entre El Corte Inglés y Repsol.

## Tiendas Operativas
Palma de Mallorca
 Gijón